# 東久留米市立下里小学校
東久留米市立下里小学校（ひがしくるめしりつしもさとしょうがっこう）は、かつて東京都東久留米市下里3丁目に所在した公立小学校。1978年4月に設立・開校し、2020年3月に閉校した。
東京都指定文化財（史跡）の新山遺跡（しんやまいせき）が、学校敷地内（校庭下）から発掘されたことから、校内に新山遺跡展示資料室が設置されていた、また校歌の歌詞も遺跡をイメージしたものであった。
2020年3月の閉校後も引き続き、下里小学校は災害発生時の指定緊急避難場所・指定避難場所のままで変更はない（2020年3月時点）。

## 沿革
- 1978年
  - 4月1日 : 東久留米市立下里小学校開校
  - 4月6日 : 第1回入学式・始業式
  - 5月31日 : プール完成
  - 7月20日 : 動物飼育小屋完成
  - 9月1日 : 体育館完成
- 1979年11月2日 : 開校記念日、校旗・校歌制定
- 2002年11月 : 市教育委員会が、下里小学校の第七小学校・第十小学校への統合を視野に入れた学校再編計画を発表。なおこの計画では、同じ市内西部地区の滝山小学校の閉校も発表された[4]。
- 2004年3月31日：滝山小学校が閉校、第七小学校と第十小学校へ統合[4]。
- 2018年12月 : 市教育委員会が、2020年3月末に下里小学校を閉校、同年4月に第十小学校へ統合することを発表[5]。
- 2020年3月31日 : 下里小学校が閉校。

## 閉校後の施設活用
東久留米市は2022年10月、NPO法人ロケーション撮影支援協会との間に、旧下里小学校における映像コンテンツの撮影誘致および支援に関する基本協定を締結した。協定による撮影活用エリアは、旧下里小学校の北校舎、体育館及び校庭。